# 天井桟敷 (劇団)
天井桟敷 （てんじょうさじき）は、かつて日本に存在したアングラ演劇の代表的な劇団。寺山修司主宰で演劇実験室を標榜した前衛演劇グループ。状況劇場の唐十郎、早稲田小劇場の鈴木忠志、黒テントの佐藤信と共に、1960年代後半から1970年半ばにかけて、アングラ演劇ブームを巻き起こした。

## 概要
天井桟敷という劇団名はマルセル・カルネの映画『Les Enfants du Paradis（邦題：天井桟敷の人々）』に由来するが、寺山曰く、「（好きな演劇を好きなようにやりたいという）おなじ理想を持つなら、地下（アンダーグラウンド）ではなくて、もっと高いところへ自分をおこう、と思って『天井桟敷』と名付けた」。
創立時のメンバーは寺山の他に、当時寺山の妻だった九條映子、高木史子、東由多加、横尾忠則、青目海、大沼八重子、濃紫式部、小島嶺一、斉藤秀子、支那虎、高橋敏昭、竹永敬一、桃中軒花月、萩原朔美、林権三郎の全16人。『書を捨てよ街へ出よう』などの一連の著作により、若者の間で「退学・家出の扇動家」として認知され人気だった寺山が主宰していること、また劇団創立時のメンバー募集の広告が「怪優奇優侏儒巨人美少女等募集」だったことなどから、設立から長期間、個性的な退学者や家出者が大半を占めるという異色の劇団になった。後に松田英子やカルメン・マキが加入していることからも、1960年代、70年代という時代の先頭を走っていた劇団の勢いがうかがわれる。
旗揚げ公演『青森県のせむし男』の時から「見世物の復権」を謳い、創立3年目の1969年には、日本初のアングラ専用劇場「天井桟敷館」を設立。しかし、設立後まもなく市街劇、書簡演劇、観客参加型の演劇が増え始め、またこの頃から、西ドイツを皮切りにアメリカ、フランス、オランダ、ユーゴスラビアなどでも評価を受けるようになり、海外公演（あるいはそれぞれの国の俳優による上演）が増えるようになった。
寺山の他プロジェクトにも密接に関わり、天井桟敷の公演がのちに映画化されることもあった。J・A・シーザーは後に、荒木一郎「僕は君と一緒にロックランドにいるのだ」の作曲や、若松孝二監督作品に映画音楽を提供したりしている。「百年の孤独」（ガルシア・マルケスの同名作品を下敷きにした舞台作品）はのちにリメイク・改題され、映画『さらば箱舟』（寺山の遺作。死後に公開された）となっている。

## 沿革
1967年1月1日に寺山修司を中心に結成。旗揚げ公演は同年4月18日から20日にかけての『青森県のせむし男』（草月会館ホール）。第3回公演の『毛皮のマリー』（新宿文化劇場）の際に、東由多加と横尾忠則が喧嘩し、横尾が降りる。
1969年3月15日に渋谷並木橋に日本初のアングラ専用の劇場「天井桟敷館」（デザイン：粟津潔）を開館させる。同年、初海外公演。6月4日、5日、西ドイツ、フランクフルト「テアトル・アム・トゥルム」での『仮面劇　犬神』『毛皮のマリー』の2本立てを上演。また、この時に『時代はサーカスの象にのって』がドイツ人俳優により上演されている。69年には寺山修司作詞の「時には母のない子のように」をカルメンマキが歌って、大ヒットとなった。
1969年12月5日、寺山は唐十郎が主宰する状況劇場のテント興業の初日に開幕祝いとして葬儀用の花輪を送る。これは天井桟敷の旗揚げ公演の際に中古の花輪を送られた事への意趣返しだったが、12月12日深夜に天井桟敷館に殴り込みをかけられ、乱闘事件を起こしたかどで寺山、唐十郎を含む双方の劇団員9人が暴力行為の現行犯で逮捕された。寺山曰く「ユーモアのつもりだったが分かってもらえなかった」、唐十郎曰く「ユーモアのつもりなら自分で持って来い、そもそも話を聞こうと思って行っただけ。これは殴り込みではない」。
1970年3月24日、寺山が葬儀委員長を務めた力石徹の葬式（式場：講談社講堂）に劇団内ユニット『シンジケート・ジャックと豆の木』『キッド・ブラザーズ・カンパニー』が参加し、ミュージカルを行なっている。劇団員だった昭和精吾が弔辞をよんだ。
1975年4月19日午後3時から4月20日午後9時にかけて、30時間市街劇『ノック』を敢行。杉並区一帯を劇場に見立て、パブリック・プライベートな場所関係なし（銭湯や空き地、普通の住宅、果ては区役所）に指定された場所で同時多発的に演劇を始めるというもので、上演中に市民からの苦情が多数寄せられ、警察が介入する事態に陥った。76年公開の大島渚監督『愛のコリーダ』には元劇団員の松田英子が出演し、美しい裸体を披露した。
1976年7月、天井桟敷館を渋谷から麻布十番に移転。その後も精力的に公演活動を行なうが、1979年前後から寺山が体調を崩すようになり、1982年10月19日から10月24日にかけての『奴婢訓』（パリイエナ橋のシャイヨー宮国立劇場）を最後に海外公演を取りやめる。なお、寺山は病身をおして、81年に映画『上海異人娼館 チャイナ・ドール』を発表している
1983年5月4日に寺山が持病が悪化し死去し、劇団は『レミング - 壁抜け男』を最後に、同年7月31日をもって解散した。その後、1970年代初頭から寺山の片腕として演出・劇伴を務めたJ・A・シーザーが『演劇実験室◎万有引力』を設立し、劇団員の多くはそこに移った。なお新高恵子は、新劇団には参加せず、寺山の死に殉じた形で女優を引退している。
1987年9月10日、劇団が解散するまでの10年余り舞台監督等を務めていた浅井隆が、劇団での映像制作・配給に関わった経験を活かして映画の配給会社アップリンク（後に映画館も開設）を設立した。

## 主な共同作業者
- 新高恵子
- 芥正彦
- 九條今日子（九條映子）
- 横尾忠則
- 松田英子
- カルメン・マキ
- 蘭妖子
- 下馬二五七
- J・A・シーザー
- 東由多加
- 宇野亜喜良
- 田中未知
- 萩原朔美
- 若松武史
- 根本豊
- 美輪明宏
- 山谷初男
- 三上寛
- 山本百合子
- 高橋ひとみ
- 三上博史
- 昭和精吾
- パンチョ・目黒
- 小椋佳

## 作品
初演の年を示す。特に断りがなければ寺山修司の作。
1967年
青森県のせむし男（演出：東由多加）
大山デブコの犯罪（演出：東由多加）
毛皮のマリー（演出：寺山修司）
花札伝綺（演出：寺山修司）
1968年
新宿版千一夜物語（演出：寺山修司）
青ひげ（演出：前田律子）
伯爵令嬢小鷹狩掬子の七つの大罪（演出：萩原朔美）
さらば映画よ（演出：東由多加）
「瞼の母」における愛の研究（演出：前田律子）
昭和白虎隊外伝 安保心中新宿お七（講談実験劇場、出演：林檎童子ほか）
書を捨てよ町へ出よう（演出：寺山修司）
星の王子さま（男装劇）（演出：寺山修司）
1969年
時代はサーカスの象にのって（演出：萩原朔美）
犬神（演出：寺山修司）
ガリガリ博士の犯罪（演出：寺山修司）
『事物の朝のファシズム』（1969年11月）芥正彦が作品に関わる。
1970年
イエス（作・演出：竹永茂生）
ブラブラ男爵（演出：寺山修司、竹永茂生）
東京零年（市街劇）（構成・演出：竹永茂生）
人力飛行機ソロモン（演出：竹永茂生）
1971年
邪宗門（演出：寺山修司）
地獄より愛を込めて（構成：寺山修司）
1972年
走れメロス（野外劇、演出：寺山修司）
阿片戦争（演出：寺山修司）
1973年
地球空洞説（街頭劇、演出：寺山修司）
ある家族の血の起源（演出：寺山修司）
盲人書簡（演出：寺山修司）
1975年
ノック（30時間市街劇、作：幻一馬、岸田理生、構成：幻一馬）
疫病流行記（演出：寺山修司）
釘（演出：寺山修司、J・A・シーザー）
1976年
阿呆船（演出：寺山修司）
引力の法則（公開ワークショップ、作：寺山修司、岸田理生、演出：寺山修司、J・A・シーザー）
1977年
中国の不思議な役人（西武劇場プロデュース、演出：寺山修司）
1978年
奴婢訓（演出：寺山修司、J・A・シーザー）
身毒丸（演出：寺山修司、J・A・シーザー）
観客席（演出：寺山修司、J・A・シーザー）
1979年
レミング - 世界の涯てへ連れてって（作：寺山修司、岸田理生、演出：寺山修司、J・A・シーザー）
こども狩り（演出：寺山修司）
青ひげ公の城（演出：寺山修司）
1981年
百年の孤独（演出：寺山修司、J・A・シーザー）
'81版 観客席（作：寺山修司、田中浩司、演出：寺山修司、J・A・シーザー）
1982年
チェンチ一族（作：アルトー、演出：J・A・シーザー、根本豊、若松武）
レミング - 壁抜け男（演出：寺山修司、J・A・シーザー）